# Diomedéa
Diomedéa, Inc. (株式会社ディオメディア), antes chamada de Studio Barcelona (有限会社スタジオバルセロナ, Kabushiki gaisha Diomedia), é um estúdio de animação japonesa localizado em Nerima, Tóquio, Japão. A Companhia foi fundada em 5 de Outubro de 2005 após a Falência da Group TAC.

## Animes Produzidos
- Dai Mahou Touge (2006/2008)
- Nanatsuiro Drops (2007)
- Kodomo no Jikan (2007)
- Nogizaka Haruka no Himitsu (2008)
- Nogizaka Haruka no Himitsu: Purezza (2009)
- Shinkyoku Sōkai Polyphonica Crimson S (2009)
- Ika Musume (2010)
- Astarotte no Omocha! (2011)
- Shinryaku!? Ika Musume (2011)
- Campione! (2012)
- Problem Children Are Coming from Another World, Aren't They? (2013)
- Noucome (2013)
- Gingitsune (2013)
- Riddle Story of Devil (2014)
- Cute High Earth Defense Club Love! (2015)
- Unlimited Fafnir (2015)
- Kantai Collection (2015)
- World Break: Aria of Curse for a Holy Swordsman (2015)
- Kūsen Madōshi Kōhosei no Kyōkan (2015)
- Mayoiga (2016)
- Fūka (manga) (2017)
- Aho-Girl (2017)

## Anime com seu envolvimento
- Fushigi Hoshi no Futago Hime Gyu!
- Chokotto Sister (2006)
- Otogi-Jūshi Akazukin (2006)
- Bokurano (2007)
- Nagasarete Airantō (2007)
- Skull Man (2007)
- Sola (2007)